# Mantes-la-Ville
Mantes-la-Ville è un comune francese di 19 041 abitanti situato nel dipartimento degli Yvelines nella regione dell'Île-de-France.
Nel territorio comunale il fiume Vaucouleurs sfocia nella Senna.

## Società

### Evoluzione demografica
Abitanti censiti

### Educazione
- Institut des sciences et techniques des Yvelines

## Amministrazione

### Gemellaggi
- Neunkirchen, Germania, dal 1970